# Mick Brisgau
Mick Brisgau, le come-back d'un super flic ou Le Dernier Flic au Québec (Der letzte Bulle) est une série télévisée policière allemande en soixante épisodes de 45 minutes diffusée entre le 12 avril 2010 et le 2 juin 2014 sur Sat.1.
En France, elle est diffusée à partir du 19 mars 2012 sur Direct 8 (saisons 1 et 2), depuis le 2 septembre 2013 sur Numéro 23 (saisons 3 et 4 inédites) et dès le 5 mai 2014 sur 13ème rue ; au Québec depuis le 12 avril 2013 sur Séries+, en Belgique depuis le 9 octobre 2014 sur La Une sur RTL9, et en Suisse sur RTS Un[réf. souhaitée].
Le générique de début pour les quatre premières saisons est la chanson Real Wild Child, chantée par Iggy Pop.

## Synopsis
La série met en avant Mick Brisgau, un flic qui a passé 20 ans de sa vie dans le coma, après avoir reçu une balle dans la tête. Lorsqu'il se réveille, le monde autour de lui a changé et il va devoir tout réapprendre, notamment les techniques policières qui ont énormément évolué.
Bien que les nouvelles technologies soient largement utilisées dans les enquêtes, lui va préférer utiliser ses anciennes méthodes, qui ont fait leurs preuves, dans les années 1980. Il aura aussi besoin d'Andreas, son collègue, mais de fait, leur collaboration n'est pas, au début, évidente…
Tout le temps où Mick Brisgau était dans le coma, Roland Meisner, le médecin légiste du commissariat, était en couple avec Lisa, l’épouse de Mick, et a joué le rôle de père adoptif d’Isabelle (Isa), la fille de ce dernier.

## Distribution

### Acteurs principaux
- Henning Baum (VF : Alexis Victor (Saisons 1 à 4 puis Nicolas Matthys Saison 5) : Michael « Mick » Brisgau
- Maximilian Grill (de) (VF : Damien Boisseau Saisons 1 à 4 puis Alexandre Crepet Saison 5) : Andreas Kringge
- Helmfried von Lüttichau (de) (VF : Patrick Borg) : Martin Ferchert
- Proschat Madani (de) (VF : Marjorie Frantz) : Tanja Haffner
- Robert Lohr (de) (VF : Vincent Violette) : Roland Meisner
- Tatjana Clasing (VF : Blanche Ravalec (Saisons 1 à 4) puis Valérie Lemaitre Saison 5) : Uschi Nowatzki
- Floriane Daniel (de) (VF : Rafaèle Moutier) : Lisa Brisgau (saison 1, invitée saison 2)
- Luise Risch (de) (VF : Fily Keita) : Isabelle Brisgau (saison 1, récurrente saisons 2 et 5, invitée saison 4)

### Acteurs récurrents
- Karoline Schuch : Dana Riedmüller (depuis la saison 2)
- René Steinke : Dr Niklas Hold (saison 3)
- Suzan Anbeh : Christine Wegner (saison 3), jeune sœur de Roland Meisner
- Franziska Weisz (VF : Barbara Beretta) : Stefanie Averdunk (saison 4 sept épisodes)

### Invités
- Ulrike C. Tscharre (VF : Brigitte Virtudes) : Beate Struwe (saison 2, épisode 8)
- Sophia Thomalla : Sonia von Baranki (saison 2, épisode 9)
- Kirsten Block (de) (VF : Martine Irzenski) : Wanda Mittenzwey (saison 2, épisode 11)
- Anja Kruse (VF : Martine Irzenski) : Linda von Ahrensburg (saison 2, épisode 12)

 Source et légende : version française (VF) sur RS Doublage

## Épisodes

### Première saison (2010)
1. Dernier Round (Die letzte Runde)
2. Le Père Noël ne viendra pas (Der Weihnachtsmann ist tot)
3. Surmenage (Überlebenstraining)
4. Nuit de garde (Nachtschicht)
5. L'ombre feng-shui (Im Schatten von Feng-Shui)
6. Le fils perdu (Der verlorene Sohn)
7. Meurtre sous X (Ich habe sie alle gehabt)
8. Jeu mortel (Das Runde muss ins Eckige)
9. Agence tous vice (Fremdgehen für Anfänger)
10. Meurtre dans la peau (Gepflegter Tod)
11. Photo de classe (Klassentreffen)
12. Liaison dangereuse (Bei Kuscheln Mord)
13. Dilemme (Ein Stern über Essen)

### Deuxième saison (2011)
1. Mort à distance (Mord auf Distanz)
2. Sortie de scène (Tod eines Strippers)
3. Mort au camping (Camping für Anfänger)
4. Chasse à l'homme (Wer findet, der stirbt)
5. Une histoire de confiance (Alle Wege führen zum Du)
6. Mise à nu (Die Nackttanker von Huttrop)
7. Voyance aveugle (Ich sehe was, was Du nicht siehst)
8. Le cinquième commandement (Das 5. Gebot)
9. Meurtre à la une (Mord auf Seite 1)
10. Amnésie (Ich weiß von nichts)
11. Cours particuliers (Kita des Grauens)
12. Coma (Liebe in Not)
13. Nouveau départ (Die verpasste Chance)

### Troisième saison (2012)
1. Retour à la vie (Ein echter Held)
2. Changement de cap (Und raus bist du!)
3. Jamais deux sans trois (Aller guten Dinge sind drei)
4. Le Cadeau d'un père (Vater Mutter Kind)
5. Addiction (Nymphen und Don Juans)
6. À la pointe de l'épée (Es lebe der Sport)
7. Penalty (Ohne Moos nix los)
8. Lettre morte (Das Killer-Alphabet)
9. Qui perd gagne (Alles Verräter)
10. À la vie, à la mort (Hühnerabend)
11. Boucherie (Tod eines Schlachters)
12. Je ne le dirai à personne (Ich sag's nicht weiter)
13. Passé recomposé (Die, die vergeben können)

### Quatrième saison (2013)
1. La chasse est ouverte (Die Jagd beginnt)
2. Un clou au cœur (Nagel ins Herz)
3. Le Sens de la vie (Der Sinn des Lebens)
4. La Bombe humaine (Kein Sterbenswort)
5. Impasse (Unsere kleine Straße)
6. Tout feu, tout flamme (Feuer und Flamme)
7. Maison close (Zur Kasse, Schätzchen)
8. Plus dure sera la chute (Wer zu hoch fliegt)
9. Petits jeux entre amis (Spielchen spielen)
10. Au fond du trou (Grubengold)
11. Partialité (Uschi mach keinen Quatsch)
12. Le Troisième homme (Romeo und Julia)
13. Jeu dangereux (Gefährliches Spiel)

### Cinquième saison (2014)
Le 9 avril 2013, la série a été renouvelée pour une cinquième saison de huit épisodes. Elle est diffusée en Allemagne à partir du 28 avril 2014 sur Sat.1. Le doublage français a été modifié pour cette saison, étant donné qu'il est assuré en Belgique.
Elle est diffusée en Belgique du 18 novembre au 21 novembre 2014 sur La Une.
| #  | N° | Titre de l'épisode                              | Diffusion allemande | Diffusion belge  | Diffusion française |
| -- | -- | ----------------------------------------------- | ------------------- | ---------------- | ------------------- |
| 53 | 1  | La Boîte de Pandore Der Deckel der Pandora      | 28 avril 2014       | 18 novembre 2014 | 26 janvier 2015     |
| 54 | 2  | Ce n'est qu'un jeu Die wollen nur spielen       | 28 avril 2014       | 18 novembre 2014 | 26 janvier 2015     |
| 55 | 3  | L'Affaire du siècle Das Ding des Jahrhunderts   | 5 mai 2014          | 19 novembre 2014 | 27 janvier 2015     |
| 56 | 4  | Les Sept lettres Sieben Buchstaben              | 12 mai 2014         | 19 novembre 2014 | 28 janvier 2015     |
| 57 | 5  | Qu'ai-je fait ? Was hab ich getan               | 19 mai 2014         | 20 novembre 2014 | 29 janvier 2015     |
| 58 | 6  | Au paradis Ins Paradies                         | 26 mai 2014         | 20 novembre 2014 | 29 janvier 2015     |
| 59 | 7  | Une affaire de famille Es bleibt in der Familie | 2 juin 2014         | 21 novembre 2014 | 30 janvier 2015     |
| 60 | 8  | L'Avenir Die Zukunft                            | 9 juin 2014         | 21 novembre 2014 | 30 janvier 2015     |